# كرة اليد في الألعاب الأولمبية الصيفية 2004
في رياضة كرة اليد في الألعاب الأولمبية الصيفية الثامنة والعشرون كانت مصر الدولة العربية الوحيدة التي شاركت في النهائيات، انقسمت المسابقات إلى منافسات فرق الرجال بين مجموعتين
- المجموعة الأولى: إسبانيا، سلوفينيا، روسيا، آيسلندا، كوريا الشمالية، كرواتيا.
- المجموعة لثانية: هنغاريا، برازيل، يونان، مصر، فرنسا، ألمانيا

كانت هناك 10 فرق للسيدات وانقسمت إلى مجموعتين
- المجموعة الأولى: أوكرانيا، هنغاريا، برازيل، صين، يونان.[1]
- المجموعة الثانية: إسبانيا، أنغولا، دانمارك، فرنسا، كوريا الشمالية

## نهائيات الرجال
| الترتيب | الدولة  | الميداليات | المجموع |
| 1       | كرواتيا | 1 ذهبية    | 1       |
| 2       | ألمانيا | 1 فضية     | 1       |
| 3       | روسيا   | 1 برونزية  | 1       |

## نهائيات السيدات
| الترتيب | الدولة        | الميداليات | المجموع |
| 1       | الدانمرك      | 1 ذهبية    | 1       |
| 2       | جمهورية كوريا | 1 فضية     | 1       |
| 3       | أوكرانيا      | 1 برونزية  | 1       |